# Igrai járás
Az Igrai járás (oroszul Игринский район [Igrinszkij rajon], udmurtul Эгра ёрос [Egra jorosz]) Oroszország egyik járása az Udmurtföldön. Székhelye Igra.

## Népesség
- 2002-ben 42 850 lakosa volt, melynek 61%-a udmurt, 36%-a orosz, 1,5%-a tatár.
- 2010-ben 38 194 lakosa volt, melyből 21 797 udmurt, 14 880 orosz, 513 tatár stb.